# Toyotomi (Hokkaidō)
Pour les articles homonymes, voir Toyotomi (homonymie).
Toyotomi (豊富町, Toyotomi-chō) est un bourg du district de Teshio, situé dans la sous-préfecture de Sōya, sur l'île de Hokkaidō, au Japon.

## Géographie

### Situation
Le bourg de Toyotomi est situé dans le nord-ouest de la sous-préfecture de Sōya, au bord de la mer du Japon, sur l'île de Hokkaidō, au Japon.

### Démographie
Au 31 mars 2015, la population de Toyotomi s'élevait à 4 145 habitants répartis sur une superficie de 520,69 km2.

### Climat
| Mois                                             | jan.       | fév.       | mars       | avril      | mai       | juin      | jui.      | août      | sep.      | oct.      | nov.       | déc.      | année      |
| ------------------------------------------------ | ---------- | ---------- | ---------- | ---------- | --------- | --------- | --------- | --------- | --------- | --------- | ---------- | --------- | ---------- |
| Température minimale moyenne (°C)                | −10,7      | −11,4      | −6,5       | −0,1       | 5         | 9,6       | 14,1      | 15,6      | 11,1      | 4,9       | −0,9       | −7        | 2          |
| Température moyenne (°C)                         | −6,1       | −6,1       | −1,9       | 4,1        | 9,6       | 13,7      | 17,9      | 19,4      | 16        | 9,7       | 2,7        | −3,4      | 6,3        |
| Température maximale moyenne (°C)                | −2,9       | −2,3       | 1,7        | 8,1        | 14,3      | 18,3      | 22,3      | 23,6      | 20,7      | 14,2      | 6          | −0,6      | 10,3       |
| Record de froid (°C) date du record              | −26,5 1985 | −28,8 2014 | −23,2 1986 | −10,6 2012 | −5,8 2008 | −1,6 1985 | 2,9 1993  | 3,5 2008  | 0,4 2018  | −4,4 2006 | −13,6 1981 | −21 2011  | −28,8 2014 |
| Record de chaleur (°C) date du record            | 7,6 2009   | 9,6 2010   | 13,1 1997  | 22,7 1999  | 25,9 2018 | 29,3 2010 | 32,8 2021 | 33,1 2000 | 30,8 2019 | 22,5 2006 | 17,3 2003  | 10,6 2002 | 33,1 2000  |
| Ensoleillement (h)                               | 46,3       | 74,2       | 125        | 149        | 169,9     | 139       | 126,2     | 137,1     | 161       | 122,8     | 55         | 27,8      | 1 333,5    |
| Précipitations (mm)                              | 65,2       | 48         | 46,5       | 46,6       | 61,8      | 59,8      | 111,2     | 120,9     | 130,8     | 137,8     | 116,6      | 85,9      | 1 030,8    |
| dont neige (cm)                                  | 195        | 150        | 112        | 21         | 0         | 0         | 0         | 0         | 0         | 1         | 56         | 178       | 703        |
| Nombre de jours avec précipitations              | 18,6       | 14,9       | 12,5       | 9,9        | 9,8       | 9,1       | 9,5       | 9,7       | 11,8      | 15,5      | 17,4       | 19        | 157,6      |
| dont nombre de jours avec précipitations ≥ 10 mm | 1          | 0,6        | 0,9        | 1,1        | 2,1       | 1,9       | 3,7       | 3,7       | 4,3       | 4,6       | 3,8        | 2         | 29,7       |
| Nombre de jours avec neige                       | 22,6       | 17,7       | 15,5       | 3          | 0         | 0         | 0         | 0         | 0         | 0,1       | 6          | 19,1      | 83,2       |

| Diagramme climatique                                  |             |             |             |           |             |               |               |               |              |            |            |
| J                                                     | F           | M           | A           | M         | J           | J             | A             | S             | O            | N          | D          |
| −2,9−10,765,2                                         | −2,3−11,448 | 1,7−6,546,5 | 8,1−0,146,6 | 14,3561,8 | 18,39,659,8 | 22,314,1111,2 | 23,615,6120,9 | 20,711,1130,8 | 14,24,9137,8 | 6−0,9116,6 | −0,6−785,9 |
| Moyennes : • Temp. maxi et mini °C • Précipitation mm |             |             |             |           |             |               |               |               |              |            |            |